# Кинич-Тахаль-Чак
Кинич-Тахаль-Чак — правитель Саальского царства со столицей в Наранхо.

## Биография
Кинич-Тахаль-Чак является преемником Наац-Чан-Ака.
Кинич-Тахаль-Чак упоминается на своей расписной тарелке. По стилю её относят к первой половине VI века. На тарелке написано его имя.
Его преемником стал Ах-Восаль-Чан-Кинич.